# Большая Константиновка
Большая Константиновка (также Гросс-Константиновка; чув. Большая Константиновка) — село в Кошкинском районе Самарской области, административный центр сельского поселения Большая Константиновка.
Основано в 1859 году
Население — 313 (2010)

## Физико-географическая характеристика
Село расположено в Заволжье, на правом берегу Кармала при впадении реки Елшанка, на высоте 90 м. Рельеф — полого-увалистый. Почвы — чернозёмы.
По автомобильным дорогам расстояние до районного центра села Кошки составляет 14 км, до областного центра города Самара — 150 км.
Климат
Климат умеренный континентальный (согласно классификации климатов Кёппена — Dfb). Среднегодовая температура воздуха положительная и составляет + 4,2 °C. Средняя температура января — 12,9 °С, июля + 20,4 °С. Многолетняя норма осадков — 534 мм. В течение года количество выпадающих осадков распределено относительно равномерно: наименьшее количество осадков выпадает в марте (27 мм), наибольшее — в июле (65 мм).

## История
Основано в 1859 году. Названо в честь великого князя Константина Павловича, наместника Царства Польского. Основатели — фабричные рабочие из Польши и выходцы из Причерноморья. Село относилось к меннонитской общине Самара, имелся молельный дом. Часть жителей составляли лютеране и католики. Входило в состав Констатиновского колонистского округа, позднее Константиновской волости Самарского уезда Самарской губернии.
В советский период в составе Кошкинского района Самарской (Куйбышевской) области. В 1926 году в селе имелись начальная школа, изба-читальня, сельсовет.
28 августа 1941 года был издан Указ Президиума ВС СССР о переселении немцев, проживающих в районах Поволжья. В декабре 1941 года немецкое население было депортировано. В освобождённые дома вселялись жители из соседнего чувашского села Новый Колмаюр и приезжие, среди которых были и эвакуированные. Таким образом, село быстро стало в военное время интернациональным. Некоторое время в селе жили поляки, затем они вернулись на родину. После войны привезли в интернат инвалидов войны. Часть из них обзавелись семьями и остались в селе.

## Население
| 1881 | 1889 | 1897 | 1910 | 1926 | 1930 | 2010 |
| ---- | ---- | ---- | ---- | ---- | ---- | ---- |
| 219  | ↗234 | ↘204 | ↘174 | ↗318 | ↗342 | ↘313 |

В 1926 годы немцы составляли 87 % населения села.

## Люди
Долгова, Вера Андреевна — звеньевая колхоза имени К. Цеткин Кошкинского района Куйбышевской области. Герой Социалистического труда.